# بخش کریان
بخش کریان، یکی از بخش‌های شهرستان میناب استان هرمزگان ایران است. مرکز این بخش، روستای کریان است.

## تقسیمات کشوری
- بخش کریان
  - دهستان کریان
  - دهستان تلنگ

## جمعیت
بر پایه سرشماری عمومی نفوس و مسکن در سال ۱۳۹۵، جمعیت بخش کریان برابر با ۱۵٬۹۳۵ نفر بوده‌است.